# Суур Тылль (ледокол)
«Су́ур Тылль» (эст. Suur Tõll) — эстонское судно-музей, пароход-ледокол. Крупнейший в мире пароход-ледокол, сохранившийся практически в первозданном виде, а также единственный сохранившийся в Прибалтике пароход, построенный до Первой мировой войны. Внесён в Регистр памятников культуры Эстонии как исторический памятник.

## История
Ледокол был построен в 1914 году по заказу правительства России на верфи «Вулкан-Верке» (нем. Vulcan-Werke, Штеттин, Германская империя) для работы в Финском заливе. Изначально назван «Царь Михаил Фёдорович» в честь первого царя династии Романовых и приписан к порту Ревель.
В 1914 году был мобилизован и затем включен в состав Балтийского флота. Участвовал в Первой мировой войне и Февральской революции. С 8 марта 1917 года переименован в «Волынец» в честь поддержавшего февральскую революцию Волынского полка. В том же году экипаж перешёл на сторону большевиков.
В апреле 1918 года ледокол был направлен в Хельсинки для оказания помощи русским военным кораблям и их ледовой проводки в Петроград.
В Хельсинки ледокол был захвачен финскими белогвардейцами. Отправлен в Таллин, к тому времени занятый немецкими войсками. 28 апреля 1918 года переименован в «Вяйнямёйнен» (фин. Wäinämöinen, имя героя финского эпоса). Находясь под финским контролем, использовался для проводки немецких кораблей.
В декабре 1922 года судно был передано Эстонии и 29 декабря 1922 года переименовано в «Суур Тылль» (эст. «Suur Tõll», имя героя эстонского фольклора). В 1925 году судно прошло капитальный ремонт.
В 1940 году, после присоединения Эстонии к СССР ледокол был зачислен в состав Эстонского пароходства. В 1941 году вошёл в состав Балтийского флота, после начала Великой Отечественной войны мобилизован, вооружён и включен в состав отряда особого назначения Краснознамённого Балтийского флота.
11 ноября 1941 года снова переименован в «Волынец». В период Великой Отечественной войны принимал участие в эвакуации флота из Таллина в Кронштадт, в эвакуации гарнизона Ханко.
После войны, в 1952 году, прошёл капитальный ремонт и модернизацию.
11 октября 1988 года «Волынец» отправился из Ломоносова в Таллин. Однако свидетельство о флаге под номером 001 переименованному в «Suur Tõll» судну было выдано лишь 7 января 1992 года.
После восстановления независимости Эстонии ледокол был поставлен на вечную стоянку и в настоящее время является судном-музеем в Лётной гавани.

## Конструкция
По архитектуре ледокол «Царь Михаил Федорович» представлял собой гладкопалубное судно с двумя палубами (верхняя и нижняя) и платформами в оконечностях корпуса. По силуэту ледокол с двумя наклонными трубами и мачтами напоминал финские «Тармо» и «Сампо», но отличался более развитыми надстройками.
Продольные переборки и 8 поперечных переборок поставили от второго дна до главной палубы. Водонепроницаемые двери, устроенные в переборках, и водонепроницаемые клинкеты можно закрывать и открывать с палубы. Двойное дно проходило по всей длине судна и разделялось на 4 отдельные цистерны, из которых 2 средние разделены вертикальным водонепроницаемым кильсоном.
Судно строилось под наблюдением представителя французского классификационного общества «Бюро Веритас». Все движущиеся части машин были изготовлены прочнее на 35 %, чем предусматривалось правилами Бюро, дейдвудные валы — на 60 %, а остальные валы — не менее чем на 35 %. Каждый винт с 4 лопастями из никелевой стали; лопасти были съемные, на винтах (для замены отдельных лопастей, сломанных при работе во льду).
Кроме балластных цистерн в носовой и кормовой частях судна, имелись балластные цистерны вдоль бортов судна, причем в течение 10 минут вся вода из цистерн одного борта могла быть перекачана в цистерны другого борта.
Форштевень и ахтерштевень из литой стали V-образного сечения, со шпунтом для листов обшивки.
Шпангоуты в средней части судна были поставлены на расстоянии 450—500, а в носу и корме сближены до 400 мм; они сделаны из углобульбовой стали 220 х 85 × 10,5 мм.
Бимсы изготовили из швеллерной стали размером 260×95×12,5×16 мм и установили через шпангоут.
По ватерлинии судна шел ледяной пояс шириной 2,06 м, толщиной 24 в середине и 24,5–25 мм в кормовой и носовой частях. Толщина остальных листов обшивки 11,0-21,0 мм. Листы ледяной обшивки соединялись вгладь на внутренних планках.
Как конструкция корпуса, так и устройство ледокола были тщательно продуманы. Так, буксирное приспособление снабдили паровой лебедкой, действующей автоматически (как на ледоколе «Ермак»). «Судно, ведомое на буксире, при столкновении со льдиной вызывает мгновенное значительное увеличение усилия в буксирном тросе, и последний мог бы быть разорван, но благодаря особому устройству лебедки трос с барабана отпускается до установления в тросе нормального усилия; при уменьшении усилия ниже нормального трос вновь наматывается на барабан».
Электрический брашпиль поднимал якорь со скоростью не менее 10 м/мин. Ледокол был оборудован якорями Холла, втягивающимися в клюзы, и еще двумя ледяными якорями, как на «Ермаке» и «Тармо».
Спасательная помпа производительностью 700 т/ч могла выкачивать воду как из всех отделений ледокола, так из другого судна, получившего пробоину. К помпе прилагались 20 шлангов длиной по 4,1 м и диаметром 125 мм. Кроме того, была пожарная помпа, работающая от электродвигателя в 60 сил.
Мощность 3 паровых машин тройного расширения на приемных испытаниях составила 5200 л. с., а наибольшая с применением искусственного дутья — 6000 л. с. В связи с необходимостью часто менять передний ход на задний и обратно перемена хода главных машин производилась с помощью особого парового механизма (была возможность выполнять эту операцию и вручную).
Машины снабжались паром от 6 котлов с нагревательной поверхностью 1280 м; рабочее давление пара 12,7 атмосфер. Котлы были установлены с уклоном на нос около 2°. Это было сделано для некоторого уменьшения их наклона в корму при наползании на лёд носовой части корпуса.
Ледокол был оборудован опреснителем производительностью в 30 т/сутки, паровым отоплением и электрическим освещением, а также радиостанцией (беспроволочным телеграфом, как её называли в начале XX века).

## Галерея
- История ледокола «Суур Тылль» в фотографиях
- «Царь Михаил Фёдорович» до 1917 года
- «Вяйнямёйнен» (Wäinämöinen) в 1922 году
- «Суур Тылль» в 1928 году
- «Волынец» в 1988 году
- «Суур Тылль» в 2012 году